# 达里湖高原鳅
达里湖高原鳅（学名：Triplophysa dalaica）为輻鰭魚綱鯉形目條鳅科高原鳅属的鱼类，俗名叉尾巴鳅、后鳍巴鳅、后鳍条鳅，是中国的特有物种。分布于黄河自兰州以下的干支流和内蒙古的黄旗海、岱海、达里湖以及达尔罕茂明安联合旗、克什克腾旗和西乌珠穆泌旗等地的自流水体、海河水系等，多见于河湖流水和静水环境。该物种的模式产地在达里湖。

## 扩展阅读
維基物種上的相關：达里湖高原鳅
- 黄河土著鱼类列表